# Kawasaki ZZR
Kawasaki ZZR sono dei modelli di motocicletta stradale completamente carenata prodotti dalla omonima casa motociclistica giapponese. Hanno un aspetto sportivo ma sono destinate anche all'uso stradale di tutti i giorni, quindi hanno una posizione di guida non estremizzata come sui modelli sportivi e dispongono di un serbatoio abbastanza capiente per una buona autonomia. Sono state prodotte in varie cilindrate: 250, 400, 600, 1100, 1200 e 1400 cm³.

## Modelli

### ZZR 250
Questa moto, prodotta dal 1990 al 2004 e introdotta nel listino assieme alla ZZR 1100, è stata prodotta in due serie.
La prima serie va dal 1990 al 2000, la linea è molto simile al modello 1100, ma la sella è più scavata, il serbatoio più piccolo e il telaio più semplice, così come le carenature, l'impianto frenante è più piccolo con all'anteriore un solo freno a disco.
La seconda serie, prodotta dal 2001 al 2004, riprende le linee della versione precedente, ma il motore viene tarato diversamente, per avere un minore consumo di carburante, perdendo qualche cavallo agli alti regimi, anche per far sì che la moto possa essere guidata con la patente A2.

### ZZR 400
Questa moto è stata prodotta dal 1990 al 2002, introdotta nel listino assieme alle ZZR 600 e ZZR 1100, è stata prodotta in un'unica serie con la stessa carenatura, telaio e ciclistica del modello superiore, cambiando solamente il blocco motore.

### ZZR 600

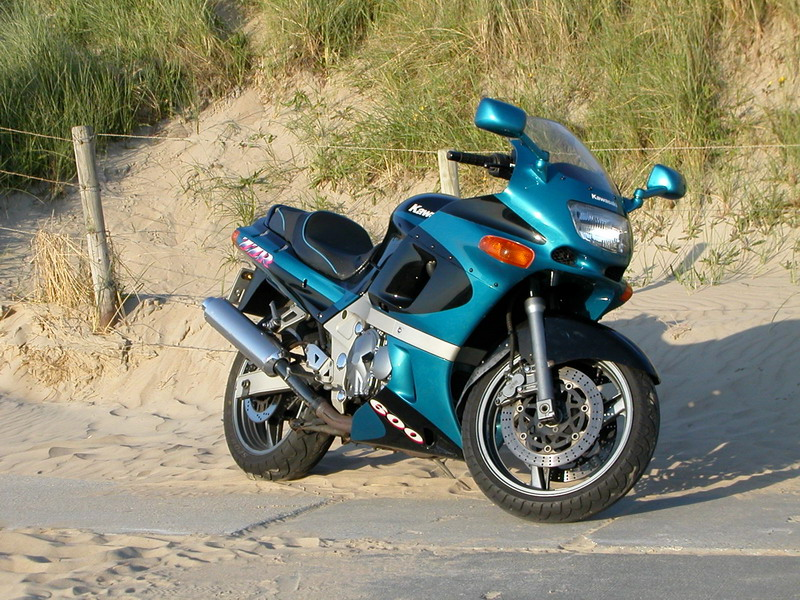
Una Kawasaki ZZR 600 '93

Questa moto è stata prodotta dal 1990 ed è rimasta in produzione per 18 anni; introdotta nel listino la prima volta assieme alla ZZR 1100, è distinguibile in più serie.

### ZZR 1100
La ZZR-1100, prodotta dal 1990 al 2001, è una delle moto più potenti mai prodotte dalla Kawasaki, naturalmente riferendosi all'epoca della presentazione (1990), denominata anche ZX-11 Ninja sul mercato nordamericano.
La motocicletta venne prodotta fino al 2001 quando venne sostituita in catalogo dalla Kawasaki ZZ-R1200.

### ZZR 1200
Questo modello sostituì il modello di cilindrata inferiore (1100), prodotta al suo posto come naturale evoluzione dal 2002 al 2005, quando nel 2006 venne sostituita da un altro modello di cilindrata superiore (1400).
Con questo nuovo motore la moto guadagnava dieci cavalli, perdeva un litro di serbatoio, ma rimaneva pressoché invariata esteticamente. Venne però ritoccata in tutti i punti, come per l'adozione delle gemme bianche per le frecce, prese d'aria leggermente più grandi, fari diversi, telaio leggermente rivisto, freno posteriore che divenne fisso, la sella che divenne più scavata e avvolgeva meno il serbatoio. In più venne adottata una visiera cupolino leggermente più piccola.

### ZZR 1400
Questo modello, omologato in America col nome di Ninja ZX-14, ha sostituito il modello di cilindrata inferiore (chiamato in Europa ZZR 1200) ed è commercializzata dal 2006 rappresentando il modello di cilindrata superiore della serie ZZR.